# 제뉴원사이언스
제뉴원사이언스는 대한민국의 제약회사로 합성의약품 위탁생산(CMO)과 위탁개발(CDO)이 모두 가능한 대표 CDMO 기업이다. 통합법인의 공식 명칭은 제뉴원사이언스(GENUONE SCIENCES, 이하 제뉴원)로 젠(GEN)과 원(ONE)의 합성어인 ‘제뉴원(GENUONE)’을 통해 회사가 추구하는 가치를 사명에 담았다. 젠(GEN)은 성실, 진정의 의미인 제뉴인(Genuine)의 줄임말로 고객을 향한 회사의 진정성을 나타냈으며, 원(One)은 ‘완벽한 제약 솔루션’을 위한 ‘하나된 팀(ONE TEAM)’을 표현했다. 심벌 마크는 인류의 행복에 이바지하고자 하는 기업철학을 담아 사명의 첫 글자인 G를 형상화했다.

## 역사
제뉴원사이언스는 2020년 11월 한국콜마 제약사업부과 콜마파마를 인수해 독립회사로 출범했다.

## 사업
제뉴원은 대표적인 합성의약품 CMO(위탁생산) 전문 기업으로 한국 제약사의 약 80% 이상(한미, 유한양행, 종근당, LG 등)을 주요 고객사로 보유하고 있으며, 제뉴원의 분석 및 제제 개발 노하우를 비롯해 의약품 허가 등록 및 생산 제조 등 전 과정에 필요한 서비스를 제공하고 있다. 
특히 1) 고형제, 연고 크림제, 내용액제, 외용액제, 무균제 등 다양한 제형을 개발 및 생산 할 수 있는 역량과 2) 소규모 임상 시약 단위부터 대규모 상업 단위까지 생산 가능한 국내 최대 규모의 생산시설은 제뉴원의 최대 강점이다. 또한, KGMP 인증 생산 및 품질 검증 시스템과 고성능의 설비를 갖추어 고객에게 최적화된 제약 솔루션을 제공함으로써 효과적이고 안전한 고품질 의약품을 제공한다. 제뉴원은 서울 서초구 소재 본사, 경기 화성의 중앙연구소, 그리고 세종과 제천에 각각의 생산시설 운영으로 개발부터 완제품 출하까지 전 영역에 걸친 토털 서비스를 제공한다.

## 같이 보기
한국콜마